# Paronychia echinulata var. echinulata
Paronychia echinulata subsp. echinulata é uma variedade de planta com flor pertencente à família Caryophyllaceae. 
A autoridade científica da variedade é Chater, tendo sido publicada em Feddes Repert. Spec. Nov. Regni Veg. 69: 52 (1964).

## Portugal
Trata-se de uma variedade presente no território português, nomeadamente em Portugal Continental e no Arquipélago da Madeira.
Em termos de naturalidade é nativa das duas regiões atrás indicadas.

## Protecção
Não se encontra protegida por legislação portuguesa ou da Comunidade Europeia.